# Gudmund Restad
Gudmund Olav Restad (født 19. december 1937 i Skaun i Sør-Trøndelag, død 18. september 2021) var en norsk politiker (Sp). Han var uddannet lensmand. Han blev valgt til Stortinget i 1985 for Møre og Romsdal. Restad var også ordfører i Smøla kommune. Han var Norges finansminister fra 1997 til 2000 i Regeringen Kjell Magne Bondevik I.